# NPa Guanabara (P-48)
O NPa Guanabara (P-48) é uma embarcação da Marinha do Brasil, da Classe Grajaú, que exerce a função de navio-patrulha.

## Missão
Tem como missão a inspeção naval, a patrulha naval, a salvaguarda da vida humana no mar, e a fiscalização das Águas Territoriais Brasileiras na área de responsabilidade do 4º Distrito Naval, e integra o Grupamento Naval do Norte (GrupNNorte). Seu porto é a Base Naval de Val-de-Cães em Belém do Pará.
Em janeiro de 2007 participou do resgate a um pescador brasileiro que ficou à deriva no meio do Oceano Atlântico por quatro dias em um caiaque, prestando os primeiros socorros.

## Construção
Foi encomendado em 1995 como parte do 5º lote de duas unidades da classe junto ao estaleiro Indústria Naval do Ceará (INACE) , sediado em Fortaleza, com projeto do estaleiro Vosper-QAF de Singapura.
Teve a sua quilha batida em dezembro de 1996 e foi lançado ao mar em novembro de 1997. A incorporação à Armada aconteceu em 9 de julho de 1999.
O casco do P-48 assim como o do NPa Guarujá (P-49) foram construídos emborcados em terra, e levados e virados no mar, retornando ao estaleiro para o término da construção. O material utilizado no casco foi o aço e a superestrutura foi construída em alumínio.
Conhecido também como "Lince dos Mares".

## Origem do nome
É a sétima embarcação da Armada a ostentar o nome Guanabara,em  homenagem a Baía do Rio de Janeiro que tem o mesmo nome. Os indígenas chamavam o local como Iguaá-Mbara , que na língua tupi-guarani significa iguaá = enseada do rio, e mbará = mar.
Os outros seis navios foram: Corveta Encouraçada Guanabara renomeada como Corveta Encouraçada Vital de Oliveira (1867), Cruzador Guanabara, Rebocador Guanabara, Lancha Iate Guanabara, navio escola NE Guanabara (1948) e submarino S Guanabara (S-10) (1944).